# 徐处仁
徐处仁（11世纪—1127年），字择之，应天府谷熟县人。宋朝官员。
元丰年间（1078年-1085年）进士。宋徽宗时，徐处仁历任太常博士、户部尚书、尚书右丞等。因为和童贯不合，出知蕲州，上备边御戎十策。宋钦宗时，储粮抗金，官至太宰兼门下侍郎。徐处仁言论，开始与吴敏、李纲相合，后来也有异议。曾经与吴敏争事，掷笔打中吴敏的脸，吴敏的鼻尖被染黑。唐恪、耿南仲、聂山欲排除二人取而代之，让言官弹劾他们，徐处仁与吴敏一起罢相，徐处仁以观文殿大学士为中太一宫使。后知东平府，提举崇福宫。建炎初年以观文殿大学士为大名府尹、北道都总管。在大名府去世。

## 延伸阅读
[在维基数据编辑]
 《宋史·卷371》，出自脱脱《宋史》